# Ctenomorpha
Genre
Ctenomorpha est un genre d’insectes phasmoptères (phasmes) de la famille des Phasmatidae.

## Liste d'espèces
Selon BioLib (29 octobre 2019) :
- Ctenomorpha acheron (Gray, 1834)
- Ctenomorpha caprella (Westwood, 1859)
- Ctenomorpha chronus (Gray, 1833)
- Ctenomorpha gargantua Hasenpusch & Brock, 2006
- Ctenomorpha macleayi Gray, 1835
- Ctenomorpha salmacis (Westwood, 1859)

Selon Catalogue of Life (29 octobre 2019), NCBI (29 octobre 2019) et  Species File (29 octobre 2019) :
- Ctenomorpha gargantua Hasenpusch & Brock, 2006
- Ctenomorpha marginipennis Gray, 1833